# 貝部
貝部（）は、漢字を部首により分類したグループの一つ。
康熙字典214部首では154番目に置かれる（7画の8番目、酉集の8番目）。

## 概要
「貝」字は貝殻を意味し、子安貝の貝殻の形に象る。
古代においては貝殻が装飾品や貨幣（貝貨）として使われていたので、財物・貨幣の意味が生じた。
偏旁の意符としては財貨や交易に関することを示す。左側の偏の位置に置かれ、左右構造を作り、また下側の脚の位置に置かれて上下構造を作る。
貝部はこのような意符を構成要素に持つ漢字を収める。
中国の簡体字ではこれを「贝」と簡略化する。

## 部首の通称
- 日本：かい・かいへん・こがい（おおがい（頁部）に対応した呼び方）
- 中国：貝字旁・貝字底
- 韓国：조개패부（jogae pae bu、かいの貝部）
- 英米：Radical shell

## 部首字
貝
- 中古音
  - 広韻 - 博蓋切、泰韻、去声
  - 詩韻 - 泰韻、去声
  - 三十六字母 - 幫母
- 現代音
  - 普通話 - ピンイン：bèi 注音：ㄅㄟˋ ウェード式：pei4
  - 広東語 - Jyutping:bui3 イェール式:bui3
- 日本語 - 音：ハイ（漢音）・バイ（呉音） 訓：かい
- 朝鮮語 - 音：패(pae) 訓：조개（jogae、かい）、재물（jaemul、財物）

## 例字
| 画数 | 例字                                                      |
| ---- | --------------------------------------------------------- |
| 0    | 貝                                                        |
| 2    | 貞・負                                                    |
| 3    | 貢・財                                                    |
| 4    | 貨・貫・責・貪・販・貧・貶                                |
| 5    | 貽・賀・貲・貳（弐→二部）・貰・貸・貯・貼・買・費・貿・賈 |
| 6    | 賊・賃・賂・賄                                            |
| 7    | 賑・賓（賓8)・                                            |
| 8    | 賜・質・賞・賤（賎6）・賠・賣（売→士部）・賦・賚・𧶠      |
| 9    | 賢・賭・賴（頼→頁部）・賱                                 |
| 10   | 購・賽・賺・賻                                            |
| 11   | 贄・贅                                                    |
| 12   | 贇・贊（賛8）・贈（贈11）・𧸐                             |
| 13   | 贏・贍・贎                                                |
| 14   | 贐・贓・贔                                                |
| 15   | 贗（贋12）・贖                                            |
| 17   | 贛                                                        |

### 部首の例外
屭→尸部、鸎→鳥部、黷→黒部